# 中川あつお
中川あつお（なかがわ あつお、1978年3月25日 - ）は、大阪府泉佐野市出身のシンガーソングライター。血液型はA型。
2000年に上京。2003年7月ファーストアルバム「声しか聞こえない」でデビュー。都内を中心に全国的に活動。
ライブハウスの他にも、公共施設や他業種店舗でのライブプロデュースなど、人とのふれあいを大切にした活動を行う。
一時は音楽の夢を諦め就職するが、2008年 声を失った車椅子の書道家 日浦駿介と共に、二人三脚で音楽公演を中心とした活動「笑進笑明プロジェクト」をスタートする。同年、アルバム「笑進笑明」をリリースした。
2012年現在も、歌うサラリーマンとして活動中。
盟友にシンガーソングライターの松本哲也がいる。

## Discography

### SINGLE
- 「テトラポットの下/大きな愛の木の下で」（2005年）

### ALBUM
- 「笑進笑明」（2008年）
- 「声しか聞こえない」（2003年）

### DVD
- 「Am I BIG ?」 (LIVE DVD)
- 「中川あつおのそれ行け!あと5分!!」 (VIDEO CLIP)